# Panaxia luctuosa
Panaxia luctuosa là một loài bướm đêm thuộc phân họ Arctiinae, họ Erebidae.